# The Berzerker (альбом)
The Berzerker — дебютный студийный альбом австралийской дэтграйнд-группы The Berzerker, выпущенный в апреле 2000 года на лейбле Earache Records.

## Список композиций
1. «Reality» — 1:18
2. «Forever» — 2:41
3. «Burnt» — 2:53
4. «Pain» — 2:14
5. «Cannibal Rights» — 2:08
6. «Massacre» — 3:26
7. «Chronological Order of Putrefaction» — 2:48
8. «Deform» — 2:44
9. «Slit down» — 1:38
10. «February» — 4:07
11. «Mono Grind» — 1:01
12. «Ignorance» — 2:01
13. «Humanity» — 1:43
14. «95» — 3:52
15. «Ode To Nash» — 5:43

Альбом издавался в лимитированном издании с 2 дисками. Список песен на 2-м диске:
1. «Incarnated Solvent Abuse (Live)» — 4:43
2. «Cannibal Rights (Live)» — 2:06
3. «Deform (Live)» — 2:45
4. «Intro Commentary» — 0:57
5. «Isolated vocal tracks from „Massacre“» — 1:16
6. «Forever commentary» — 1:00
7. «Isolated guitar tracks from „Forever“» — 2:42
8. «Cannibal Rights commentary» — 0:31
9. «Isolated drum and sample tracks from „Cannibal Rights“» — 2:12
10. «February commentary» — 0:32
11. «Isolated vocal and keyboard tracks from „February“» — 2:02
12. «Burnt commentary» — 0:51
13. «Isolated bass tracks from „Burnt“» — 3:00
14. «Deform commentary» — 0:42
15. «Deform (Demo)» — 2:45
16. «Untitled (Demo)» — 1:11

## Участники записи
- Люк Кенни — вокал, семплы, программирование ударных
- Эд Лейси — гитара, бас-гитара
- Джей — гитара, бас-гитара
- Сэм Бин — гитара, бас-гитара, вокал
- Тоби — вспомогательный вокал